# Sonsonate (departamento)
Sonsonate é um departamento de El Salvador, cuja capital é a cidade de Sonsonate.	

## Municípios
1. Acajutla
2. Armenia
3. Caluco
4. Cuisnahuat
5. Izalco
6. Juayúa
7. Nahulingo
8. Nahuizalco
9. San Antonio del Monte
10. Santa Catarina Masahuat
11. Santo Domingo
12. Santa Isabel Ishuatán
13. San Julián
14. Salcoatitán
15. Sonsonate
16. Sonzacate